# 散弾製造塔

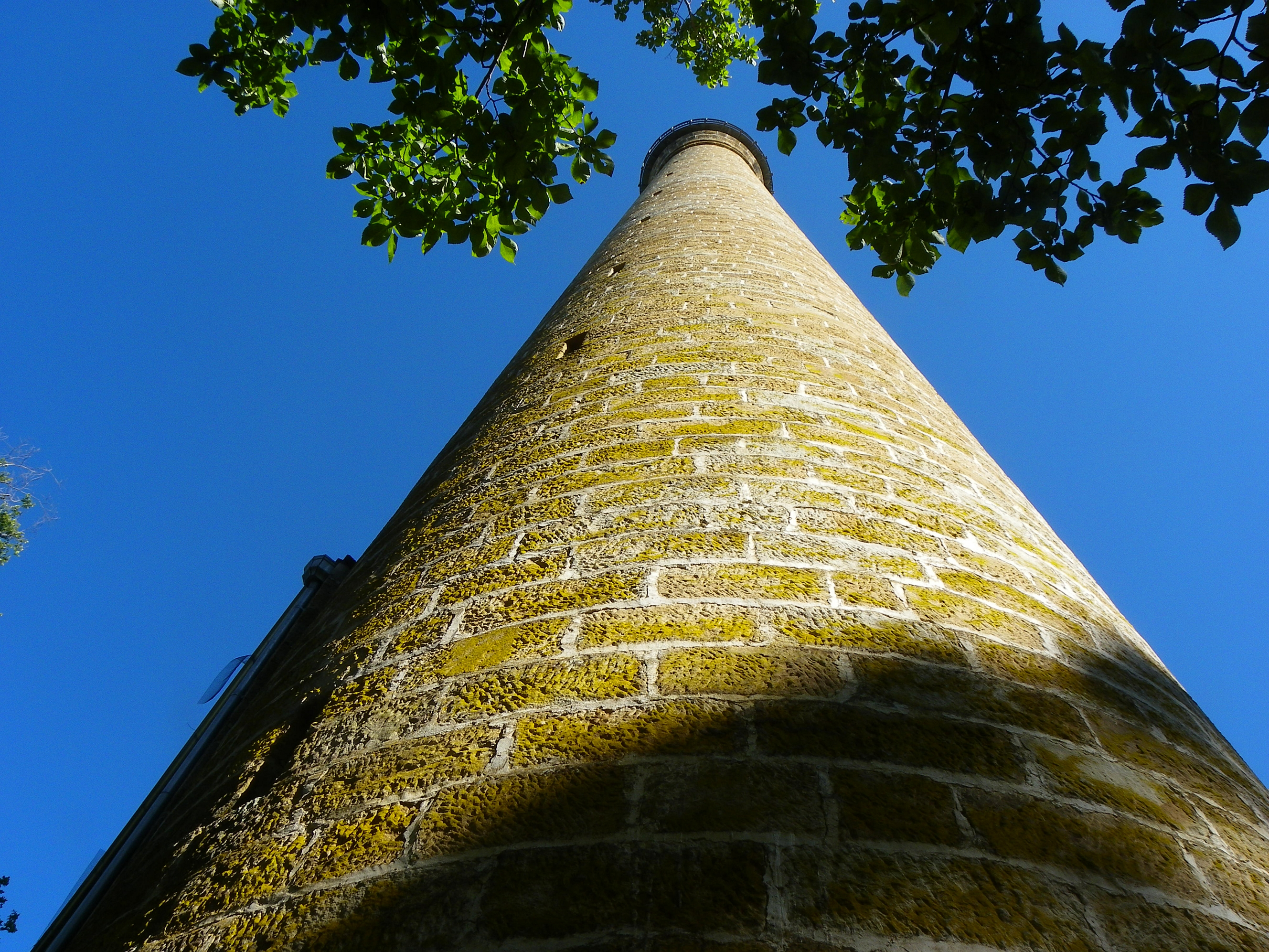
散弾製造塔、タスマニア。(1870)

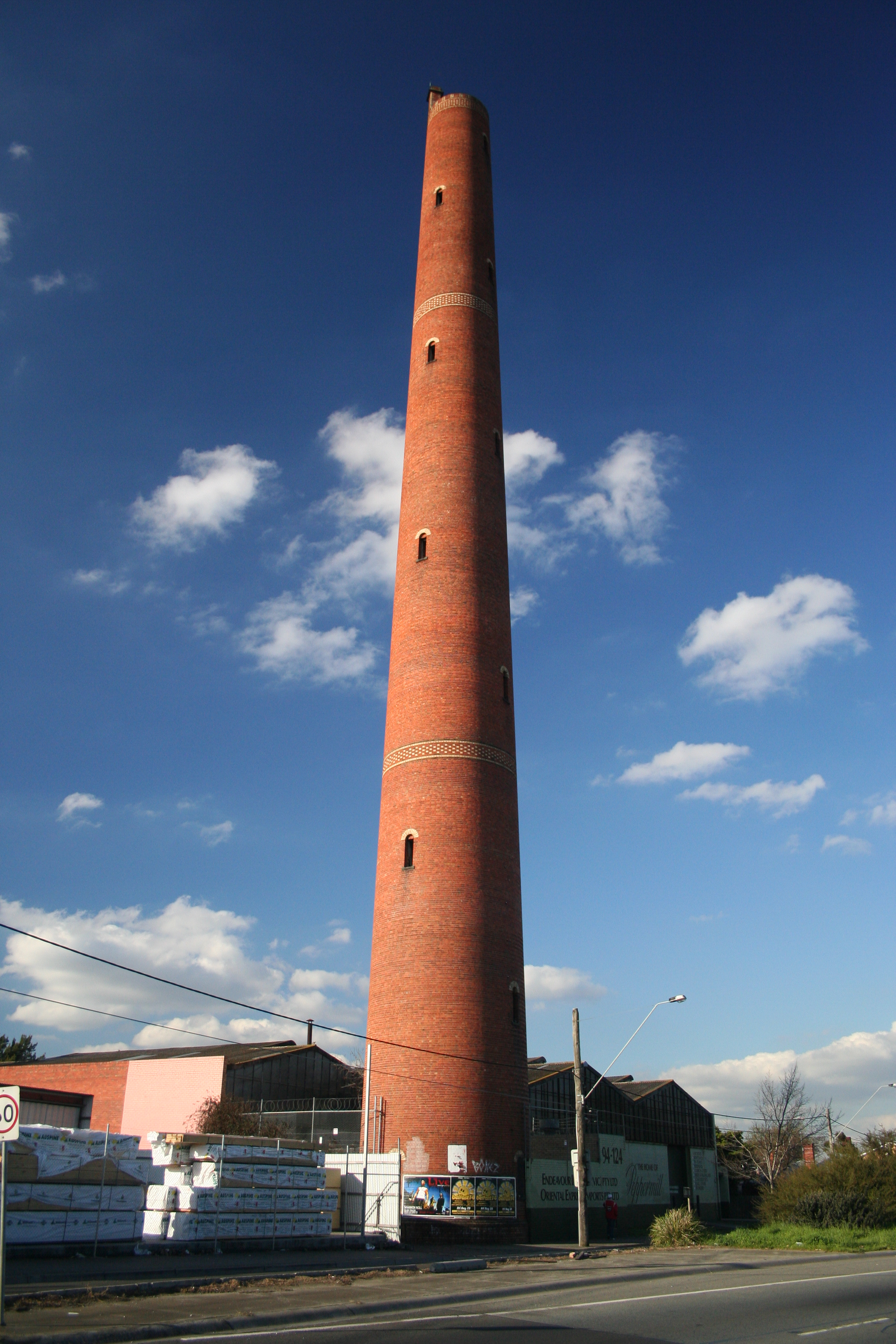
クリフトン・ヒルの散弾製造塔。メルボルン。

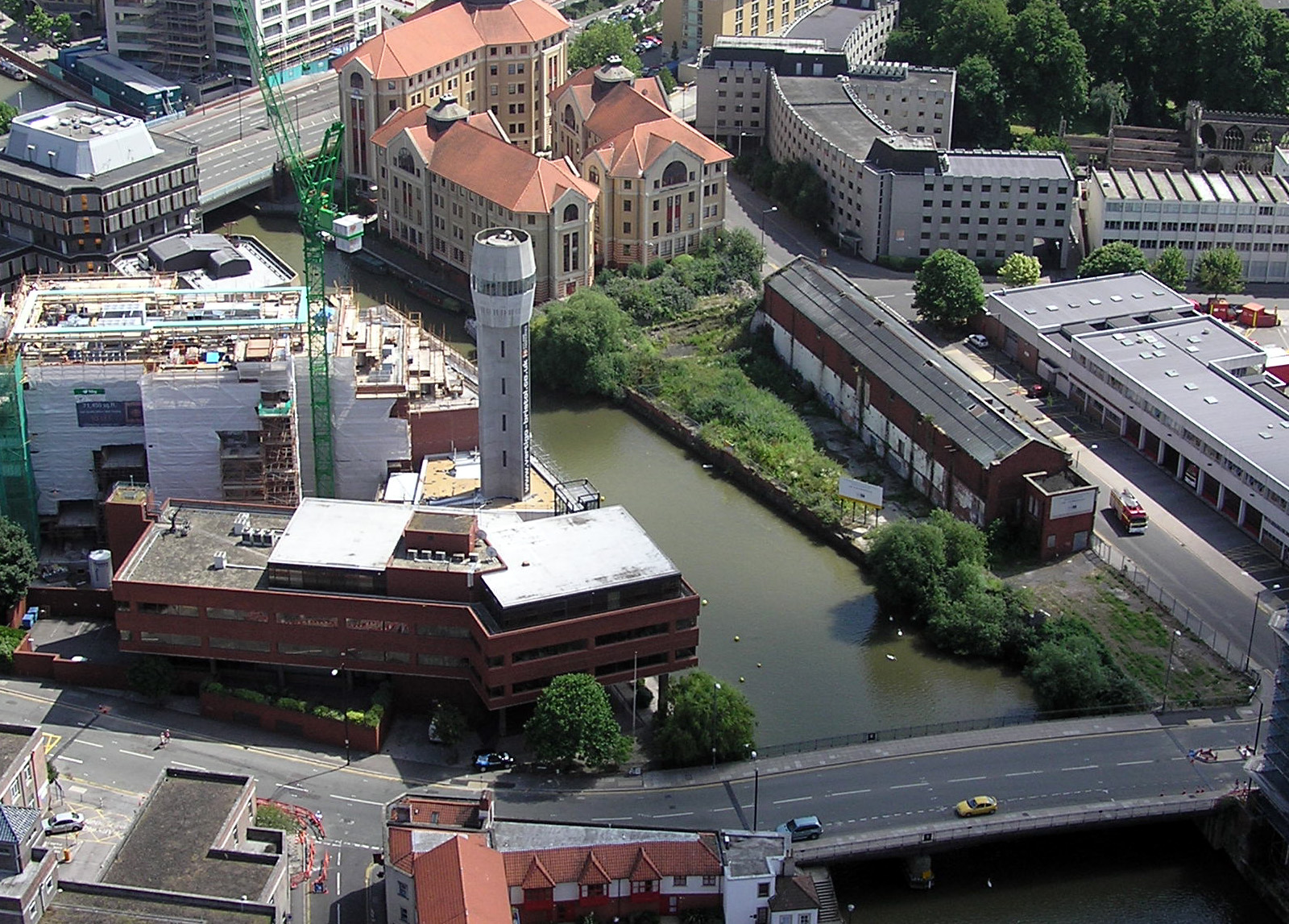
散弾製造塔。イングランドのブリストル。

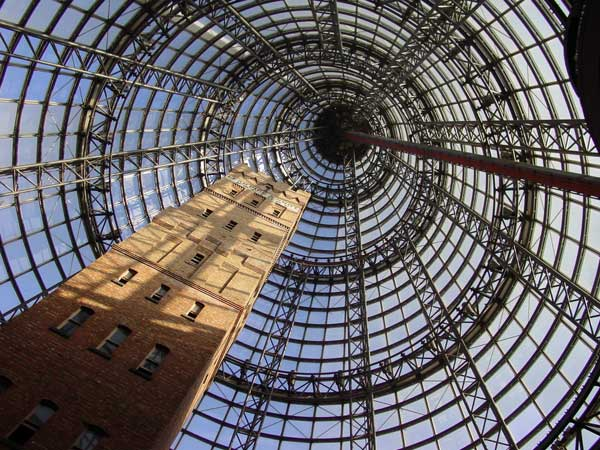
メルボルン・セントラル・ショッピング・センター内のクープス散弾製造塔。

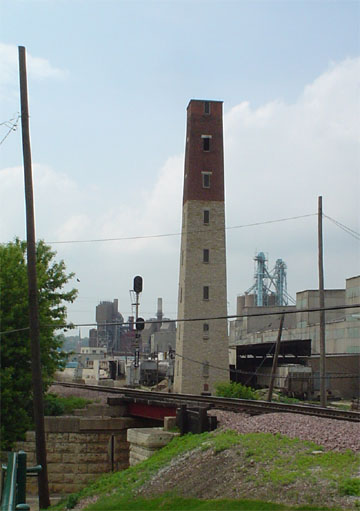
アイオワのダビュークにある散弾製造塔。

散弾製造塔（さんだんせいぞうとう）とは、溶けた鉛を落として散弾銃の弾薬に使う鉛の粒（散弾）を製造するための塔である。散弾は水を張った容器で受け止められる。

## 散弾の製造

### 技法
散弾製造塔の内部では、鉛が溶けた状態まで加熱されており、こののち製造塔上部の銅製のふるいを介して落下させられる。液状の鉛は表面張力によって小さな球状の粒へと変形し、さらに落ちて固体化する。部分的に冷却された球体は、製造塔内の床に設けられた、水を張った容器によって受け止められる。完全に冷却された球体は丸みを測った後にサイズによって振り分けられる。これらのうち、丸くない品は再び溶かされる。丸みを測るには、わずかに傾斜した台が用いられる。大きな寸度の散弾を作るには、より大きな穴の開いた銅製のふるいが用いられる。ただし最大径は塔の高さによって制限されるが、これはより大きなサイズの散弾を冷却するために、もっと長い距離を落とさねばならないためである。ごく少量のグラファイトによる研磨は、潤滑と酸化防止のために必須である。

### 歴史
製造法はイギリスのブリストルにおいてウィリアム・ワッツが開発し、1782年に特許となった。同年、ワッツはブリストルのレッドクリフにある自宅を、最初の散弾製造塔に造り替えるよう試みた。散弾製造塔は、散弾を型で鋳造するというコストのかかる初期の製造法や、溶けた鉛を水を詰めたタルの内部に滴らせるという、精度の悪い球体しか作れない技術を置き換えるものだった。散弾製造塔では大きな径の散弾が製造できず、これは切断した鉛の薄片を丸くなるまでタルの中で転がすことで製造された。
「ウィンド・タワー」の技法は1848年に特許となった。出願者はニューヨーク市のT.O・リロイ・カンパニーであり、冷却された空気を吹きつけることで必要な落下距離を劇的に短縮した。これは背の高い塔が必須ではなくなったことを意味したが、1880年代後半まで多数の製造塔が未だに建造されていた。2例の日時では1916年及び1969年まで稼働している。1960年代、ブリーマイスター法がより小さなサイズの散弾を作るために用いられ、またより大サイズのものは、ある一定の長さに調整されたワイヤーを半球状の型に入れ、これを圧縮して球状にするという冷間鍛造で製造されるようになった。

## 塔の例

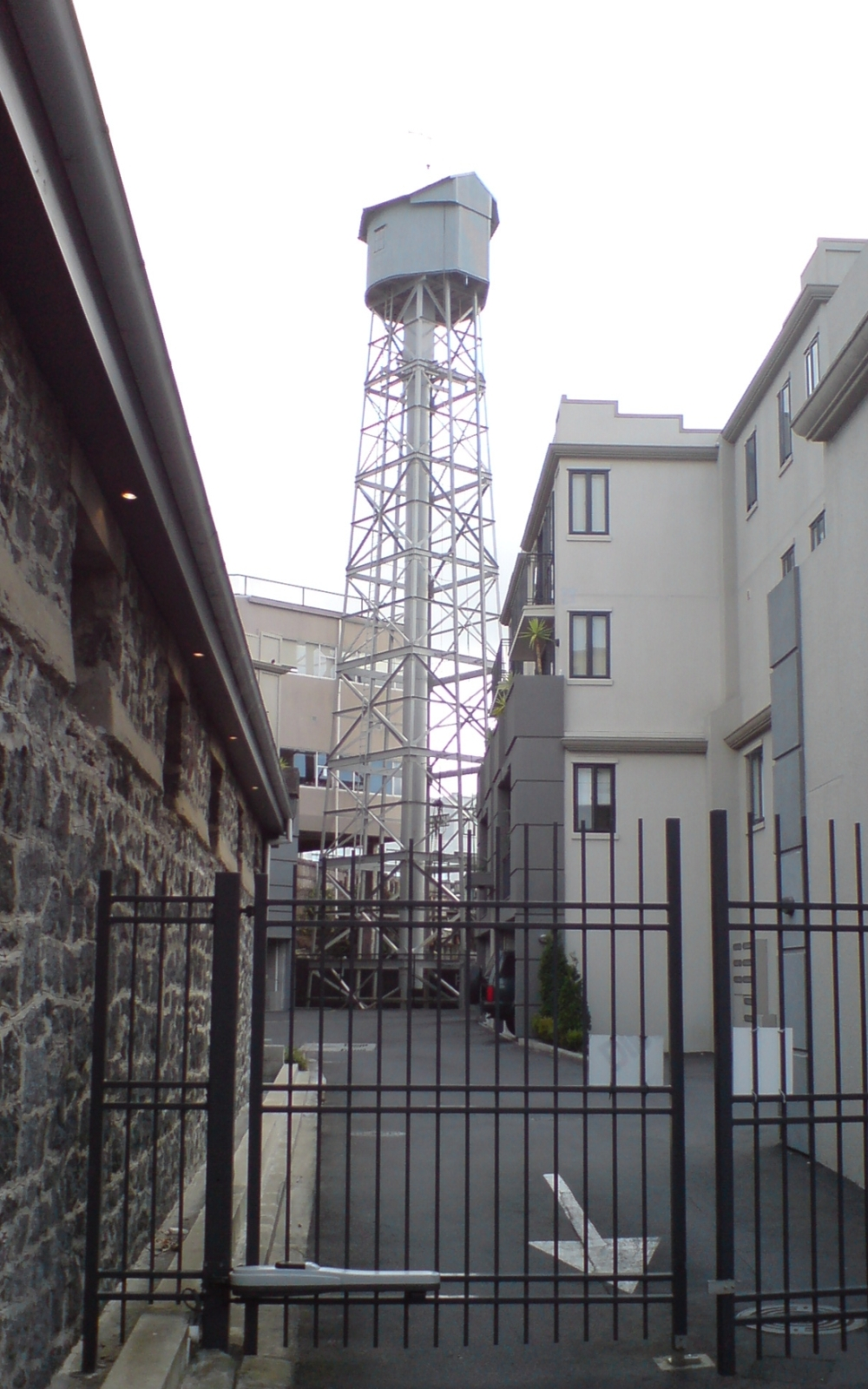
鋼材の枠で囲まれたコロニアル・アムニッション・カンパニーの製造塔。ニュージーランドのオークランド。

| Name                                   | Location                             | Country          | Year     | Notes |
| -------------------------------------- | ------------------------------------ | ---------------- | -------- | --- |
| シュロートクーゲルトゥルム             | ベルリン、ルンメルスブルク           | ドイツ           | 1908年   | ネルトナーシュトラーセ15および16。1939年まで稼働                                                                |
| ブリュッセル散弾製造塔                 | ブリュッセル                         | ベルギー         | ?        | |
| チーズ・レーン散弾製造塔               | イングランド、ブリストル             | イギリス         | 1969年   | 鉄筋コンクリート塔。ウィリアム・ワッツによって建造された非常に初期の散弾製造塔を代替するために建てられたもの    |
| チェスター散弾製造塔                   | イングランド、ボートン               | イギリス         | 1799     | レンガ製の円塔。イギリスに現存する最古の散弾製造塔。                                                            |
| クリフトンヒル散弾製造塔               | メルボルン、ビクトリア               | オーストラリア   | 1882年   | 高さ49m、レンガ製の建造物                                                                                       |
| コロニアル・アムニッション・カンパニー | オークランド、マウントエデン         | ニュージーランド | 1916年   | 鋼材で枠の組まれた塔                                                                                            |
| クープス散弾製造塔                     | メルボルン、ビクトリア               | オーストラリア   | 1888年   | |
| ダウガフピルス散弾工場塔               | ダウガフピルス                       | ラトビア         | ?        | 稼働中 |
| ドロホターゼン散弾製造塔               | ニーダーザクセン州、ドロホターゼン   | ドイツ           | ?        | |
| ダビューク散弾製造塔                   | アイオワ州、ダビューク               | アメリカ合衆国   | 1856年   | |
| フォート・ヘイズ散弾製造塔             | オハイオ州、コロンバス               | アメリカ合衆国   | 1864年   | フォート・ヘイズ都市教育センターで使用                                                                          |
| ヘレナ散弾製造塔                       | ウィスコンシン州、スプリンググリーン | アメリカ合衆国   | 1831年   | 州公園の一部として保管                                                                                          |
| ジャクソン・フェリー散弾製造塔         | バージニア州、ワイス郡               | アメリカ合衆国   | 1790年代 | 州公園の一部として管理され、ツーリストシーズンには一般公開されている                                            |
| ランベス散弾製造塔                     | イングランド、ロンドン               | イギリス         | 1826年   | 1949年まで稼働。解体前には1951年の英国博覧会の呼び物となった。                                                  |
| マックラフ塔                           | ニューヨーク、ロウアー・マンハッタン | アメリカ合衆国   | 1855-6年 | 石造ではなく鋼製の枠で建造された最初の散弾製造塔。ジェームズ・ボガーダスによって建造され、高さは53m。1907年解体 |
| ピータース散弾製造塔                   | オハイオ州、キングスミルズ           | アメリカ合衆国   | 1895年   | |
| フェニックス散弾製造塔                 | メリーランド、バルチモア             | アメリカ合衆国   | 1828年   | |
| レッドクリフ散弾製造塔                 | イングランド、ブリストル             | イギリス         | 1782年   | 塔による散弾製造法を開発したウィリアム・ワッツが建築した最初の散弾製造塔。1968年解体                            |
| 散弾製造塔                             | ベルリン、リヒテンベルク             | ドイツ           | 1908年   | |
| スパークス散弾製造塔                   | ペンシルバニア、フィラデルフィア     | アメリカ合衆国   | 1808年   | |
| ステルコ散弾製造塔                     | ケベック、モントリアル               | カナダ           | ?        | [ 18 ] |
| タルーナ散弾製造塔                     | タスマニア、ホバート                 | オーストラリア   | 1870年   | |

## 関連書籍
- “Up a shot tower”. The Strand Magazine. (1891). p. 205